# Hemsjön (Sävsjö socken, Småland)
Hemsjön är en sjö i Sävsjö kommun i Småland och ingår i Lagans huvudavrinningsområde. Sjön har en area på 0,12 kvadratkilometer och ligger 213,1 meter över havet.

## Delavrinningsområde
Hemsjön ingår i det delavrinningsområde (635969-142804) som SMHI kallar för Ovan 635870-142701. Avrinningsområdets medelhöjd är 220 meter över havet och ytan är 7,66 kvadratkilometer. Räknas de 2 delavrinningsområdena uppströms in blir den ackumulerade arean 49,56 kvadratkilometer. Vattendraget som avvattnar avrinningsområdet har biflödesordning 3, vilket innebär att vattnet flödar genom totalt 3 vattendrag innan det når havet efter 223 kilometer. Delavrinningsområdet består mestadels av skog (49 procent), jordbruk (17 procent) och sankmarker (21 procent). Avrinningsområdet har 0,12 kvadratkilometer vattenytor vilket ger det en sjöprocent på 1,6 procent.